# Jane Fonda
Jane Seymour Fonda (New York, 21 december 1937) is een Amerikaanse actrice. Ze is ook bekend als politiek activiste en fitnessgoeroe.

## Biografie
Fonda komt uit een acteursfamilie. Ze is de dochter van Frances Ford Seymour, die zelfmoord pleegde toen Jane twaalf jaar oud was, en de acteur Henry Fonda. Haar broer is acteur Peter Fonda en haar nichtje Bridget Fonda. Ze is vernoemd naar haar oma's achternaam 'Jayne', die was getrouwd met William Brace Fonda (°1879). De familie is afkomstig uit de plaats Fonda in de staat New York, gesticht door de Friese immigrant Douw Jellis Fonda (1700-1780).

### Acteren

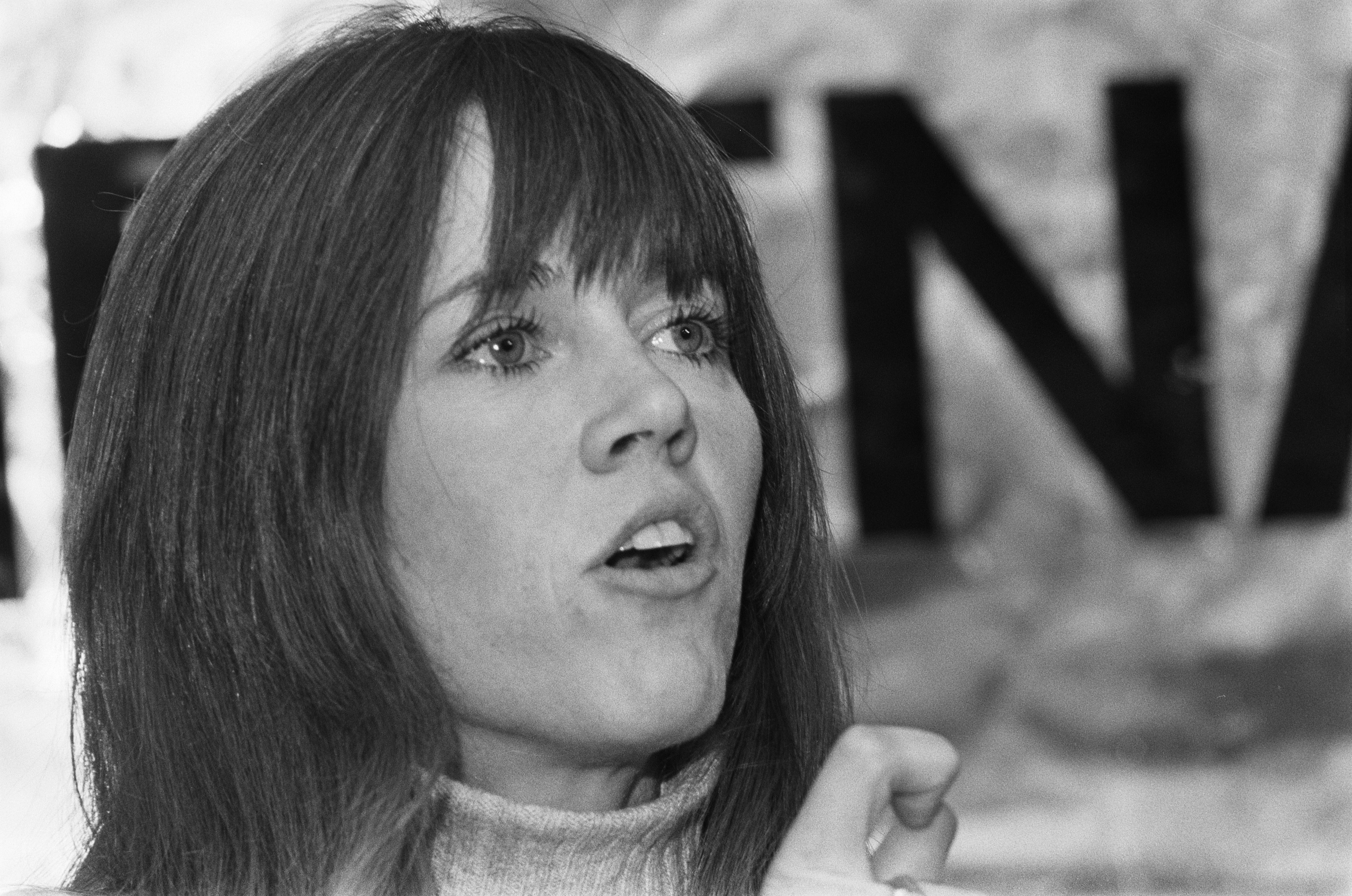
Fonda in 1975

Als kind had ze niet veel belangstelling voor acteren, totdat ze in 1954 samen met haar vader een rol speelde in The Country Girl, een toneelstuk van de Omaha Community Theatre. Ze studeerde daarna kunst aan het Vassar College in New York. In 1958 ontmoette ze Lee Strasberg, waarna ze lid werd van zijn Actors Studio. Uiteindelijk belandde ze op Broadway in het stuk Tall Story. In 1960 werd Tall Story verfilmd en speelde ze dezelfde rol.
In 1964 was ze naakt te zien in een buitenlandse film: La Ronde (1964) van haar toenmalige vriend en latere echtgenoot Roger Vadim. In 1965 volgde haar doorbraak in de western Cat Ballou, waarin Fonda haar komische kanten kon laten zien. Het was een van de succesvolste films van het jaar en kreeg vijf Oscarnominaties. In 1967 volgde Barefoot in the Park, met Robert Redford.
In 1968 kwam de cultklassieker Barbarella uit. De film werd geregisseerd door Vadim en toonde Fonda van haar sensueelste kant. In 1969 volgde They Shoot Horses, Don't They?, een zeer serieuze film. Deze film leverde Fonda haar eerste Oscarnominatie op. In 1992 gebruiken de tranceproducers Sven Väth en Ralf Hildenbeutel de film als thema voor hun project Barbarella, waarop ze samples van Fonda gebruiken. Haar foto's staan ook op het artwork.
Alhoewel door haar politieke strijd haar acteercarrière in het slop dreigde te raken, speelde ze in 1971 in Klute, waar ze een Oscar voor beste actrice voor kreeg. In 1978 volgde haar tweede Oscar voor haar rol in Coming Home. Een andere belangrijke film uit de late jaren zeventig was The China Syndrome, een aanklacht tegen kernenergie.
In 1981 speelde ze in On Golden Pond, waarin ze voor het eerst samen met haar vader speelde in een film. Henry Fonda. die ernstig ziek was, kreeg zijn eerste Oscar voor deze film, die Jane namens hem in ontvangst nam. Hij stierf enige maanden later. Na deze film speelde ze in nog enkele films. In 1991 kondigde ze aan dat ze zou stoppen met acteren. Ze maakte haar terugkeer in de film Monster-in-Law uit 2005. In 2014 waagde ze ook haar kans op het kleine scherm en kreeg de hoofdrol in de Netflix-serie Grace and Frankie.

### Activisme

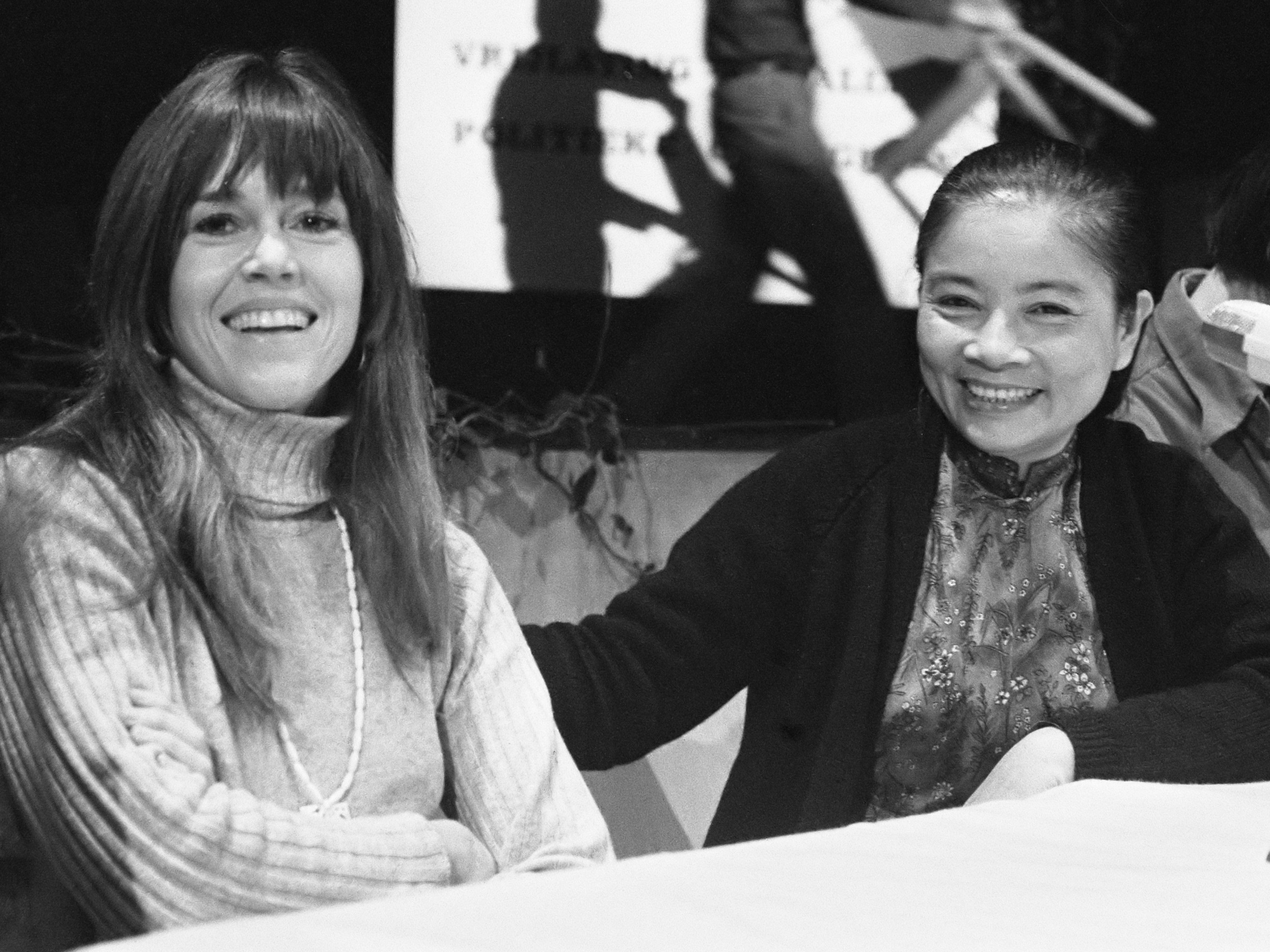
Vietnammanifestatie in cultureel centrum De Lindenberg; Jane Fonda (links) en mevrouw Pham Thi Minh (18 januari 1975)

Aan het einde van de jaren zestig kwam Fonda in opspraak door haar politiek activisme. In 1968 ontmoette ze de activist Tom Hayden (die haar tweede man zou worden) en raakte ze betrokken bij protesten tegen de Vietnamoorlog. Zo toerde ze in 1970 samen met Donald Sutherland langs de Amerikaanse westkust met de roadshow, FTA ('Free the Army'), het antwoord van de anti-Vietnambeweging op Bob Hopes USO Tour. In juli 1972 maakte ze een controversiële reis naar Hanoi, waar ze de bijnaam 'Hanoi Jane' aan dankte. Bij vele Amerikanen ligt deze periode nog steeds gevoelig. Door al deze activiteiten werd zij door de FBI in de gaten gehouden en als politiek lastpak afgeluisterd, gevolgd en diverse keren gearresteerd. Er werden onwaarheden over haar verspreid, zoals door J. Edgar Hoover, die haar ervan beschuldigde president Richard Nixon met de dood bedreigd te hebben. Nadat zij had moeten verschijnen voor de staatsveiligheidscommissie op beschuldiging van verraad, werd zij daarna hiervan vrijgesproken. Zij klaagde met succes de overheid en de FBI aan vanwege bedreiging en intimidatie. In 2004, tijdens de Amerikaanse verkiezingen, werd een vervalste foto van Democratische presidentskandidaat John Kerry met Fonda gebruikt als propaganda tegen Kerry.
In oktober 2019 werd ze op 81-jarige leeftijd gearresteerd in Washington bij protesten tegen het klimaatbeleid.

### Fitness
In 1982 bracht Fonda haar eerste trainingsvideo uit, getiteld 'Jane Fonda's Workout', geïnspireerd door op haar bestseller 'Jane Fonda's Workout Book'. De video werd de best verkochte homevideo van de jaren erna en verkocht meer dan een miljoen exemplaren. De release van de video zorgde ervoor dat veel mensen de toenmalige nieuwe videorecorder kochten om de workout thuis te bekijken en uit te voeren. De oefeningsvideo's werden geproduceerd en geregisseerd door Sidney Galanty, die meehielp om de deal samen te stellen met videoverkoper Stuart Karl van Karl Home Video. Galanty produceerde de eerste video en nog elf andere daarna. Uiteindelijk zou Fonda 23 trainingsvideo's uitbrengen die samen 17 miljoen exemplaren verkochten, meer dan enige andere trainingsvideo’s.
Ze bracht tot 1995 vijf fitnessboeken en dertien audioprogramma's uit. Na een onderbreking van vijftien jaar bracht ze in 2010 twee nieuwe trainingsvideo's uit op DVD, gericht op een ouder publiek.
Workout werd in 1998 onderdeel van een omstreden househit. De Franse producers Thomas Bangalter en Bob Sinclar hadden haar stem gebruikt voor het nummer Gym Tonic. De producers kregen ruzie om de track en uiteindelijk was het een Brits duo genaamd Spacedust die met een nagemaakte versie een hit scoorde. Fonda claimde na een rechtszaak 75 duizend dollar voor toestemming om het nummer uit te brengen.

### Privéleven
Fonda is drie keer getrouwd en gescheiden. Fonda huwde haar eerste echtgenoot, de Franse filmregisseur Roger Vadim, op 14 augustus 1965 in Las Vegas. Het echtpaar kreeg een dochter, Vanessa Vadim, geboren op 28 september 1968. Op 19 januari 1973, drie dagen na het verkrijgen van een scheiding van Vadim, trouwde Fonda met activist Tom Hayden. Hun zoon, Troy O'Donovan Garity, werd geboren op 7 juli 1973 in Los Angeles en kreeg de meisjesnaam van zijn grootmoeder. Fonda en Hayden vernoemden hun zoon naar Nguyen Van Troi. Hayden koos O'Donovan als de middelste naam naar de Ierse revolutionaire Jeremia O'Donovan Rossa. In 1982 adopteerden Fonda en Hayden onofficieel een Afro-Amerikaanse tiener, Mary Luana Williams (bekend als Lulu), die de dochter was van leden van de Black Panthers. Fonda en Hayden scheidden op 10 juni 1990 in Santa Monica. Ze trouwde op 21 december 1991 met haar derde echtgenoot Ted Turner, de oprichter van CNN. Het paar scheidde in 2001.
In 1995 stichtte ze de Georgia Campaign for Adolescent Pregnancy Prevention en in 2002 opende ze het Jane Fonda Center for Adolescent Reproductive Health.
In september 2022 maakte Fonda bekend dat ze lijdt aan lymfeklierkanker en dat ze hiervoor reeds in chemotherapie gegaan is.

## Trivia
In mei 2023 reikte Fonda op het filmfestival van Cannes de Gouden Palm uit aan Justine Triet die met Anatomie d'une chute de derde vrouwelijke winnaar van deze prijs ooit was.

## Geselecteerde filmografie
- Tall Story (1960)
- The Chapman Report (1962)
- Period of Adjustment (1962)
- Walk on the Wild Side (1962)
- Sunday in New York (1963)
- In the Cool of the Day (1963)
- La Ronde (1964)
- Les Félins (1964)
- Joy House (1964)
- Cat Ballou (1965)
- La Curée (1966)
- The Game Is Over (1966)
- Any Wednesday (1966)
- The Chase (1966)
- Hurry Sundown (1967)
- Barefoot in the Park (1967)
- Histoires extraordinaires (anthologiefilm, episode Metzengerstein) (1968)
- Barbarella (1968)
- They Shoot Horses, Don't They? (1969)
- Klute (1971)
- Julia (1977)
- Fun with Dick and Jane (1977)
- Comes a Horseman (1978)
- California Suite (1978)
- Coming Home (1978)
- The China Syndrome (1979)
- The Electric Horseman (1979)
- 9 to 5 (1980)
- On Golden Pond (1981)
- The Dollmaker (1984)
- Agnes of God (1985)
- The Morning After (1986)
- Stanley & Iris (1990)
- Sir! No Sir! (2005)
- Monster-in-Law (2005)
- Georgia Rule (2007)
- Et si on vivait tous ensemble? (2011)
- Peace, Love & Misunderstanding (2011)
- The Butler (2013)
- Better Living Through Chemistry (2014)
- This Is Where I Leave You (2014)
- Youth (2015)
- Fathers & Daughters (2015)
- Our Souls at Night (2017)
- Book Club (2018)